# Sandton
Sandton to osiedle w północnej części aglomeracji Johannesburga w południowoafrykańskiej prowincji Gauteng. Nazwa pochodzi od połączenia nazw dwóch miejscowości Sandown i Bryanston.
Sandton jest uważane za najbogatszą i najbardziej reprezentacyjną dzielnicę Johannesburga.
Sandton, jest obecnie nowym centrum biznesowym Johannesburga, od końca lat 90 XX wieku znajduje się tu Johannesburska Giełda Papierów Wartościowych (Johannesburg Securities Exchange).
Jedną z największych atrakcji miasta jest Sandton City, największe centrum handlowe w Południowej Afryce. 
Wraz z centralnym placem Nelsona Mandeli (Nelson Mandela Square), kompleks ma powierzchnię ok. 144.000 m².
Obecnie na terenie osiedla trwa budowa linii kolei wysokich prędkości – Gautrain, mającej połączyć Johannesburg z Pretorią.